# 松川地熱発電所
松川地熱発電所（まつかわちねつはつでんしょ）は、岩手県八幡平市松川温泉にある地熱発電所。十和田八幡平国立公園の南東にある。

## 概要
日本初の商業ベースの地熱発電所として1966年に竣工し運転を開始。日本重化学工業が4年をかけて建設した。総工費20億円。
なお、同社の会社更生計画に伴い、現在は東北電力グループの東北自然エネルギーが運営している。
また、温排水は周辺のビニールハウス等にも供給され、農業用途にも使用されている。
2016年、日本機械学会により機械遺産に認定された。

## 沿革
- 1952年（昭和27年）
地元自治体である松尾村が温泉開発を目的に掘削した井戸から蒸気が噴出。
- 1956年（昭和31年）
東科工（現・日本重化学工業）が地熱蒸気の調査に着手。
- 1962年（昭和37年）
日本重化学工業が委託を受け着工。
- 1966年（昭和41年）
  - 9月12日
竣工。
  - 10月8日
運転を開始。
- 2003年（平成15年）
東北地熱エネルギー（現在の東北水力地熱）に譲渡[2]。